# Lưu Tương (Lương vương)
Lưu Tương (chữ Hán: 刘襄, ? - 97 TCN), tức Lương Bình vương (梁平王), là vương chư hầu thứ bảy của nước Lương, chư hầu nhà Hán trong lịch sử Trung Quốc.
Lưu Tương là cháu chắt của Hán Văn Đế, vua thứ sáu của nhà Hán, con trai của Lương Cung vương Lưu Mãi, chư hầu vương thứ sáu của nước Lương, mẹ ông là Trần vương hậu. Hán thư không ghi rõ ông chào đời vào năm nào.

## Tranh chấp trong cung thất
Năm 137 TCN, phụ thân Lương Cung vương qua đời, Lưu Tương nối tước vương ở Lương quốc, tiếp tục đóng ở Huy Dương, tức là Lương Bình vương. Ông tôn mẹ mình là Trần Vương hậu làm Vương Thái hậu, bà nội là Lý thái hậu làm Vương thái thái hậu. Lý Thái hậu trở thành trưởng bối của Bình vương, được xưng tụng là Lương quốc đại mẫu.
Sau đó, Bình vương lại lấy mĩ nhân họ Nhâm, phong làm vương hậu. Nhậm vương hậu vốn được Bình vương sủng ái, bản tính lại tham lam. Lúc ông nội của Bình vương là Lương Hiếu vương Lưu Vũ còn tại thế, có một cái chén ngọc rất quý. Năm 124 TCN, Nhậm vương hậu muốn chiếm làm của riêng cho mình. Bình vương do sủng ái vương hậu nên muốn thuận theo, nói Lý Thái hậu đưa chén ngọc ra. Lý Thái hậu bảo
Tiên vương lúc còn tại thế đã bảo không được đem thứ này cho ai.
Rồi không chịu giao ra, mà Nhâm vương hậu cũng không thôi. Bình vương bèn sai người tự động mở phủ, lấy bình ngọc trao cho Nhâm vương hậu. Lý Thái hậu giận lắm, định nhân lúc sứ giả thiên triều đến mà nói việc này ra. Bình vương và vương hậu bèn khóa cửa cung lại, không cho Lý Thái hậu gặp sứ giả nhà Hán.
Lý Thái hậu do việc này sinh ra buồn rầu, lại thêm bản tính dâm loạn, sau khi Hiếu vương mất, tư thông với nhiều người, cuối cùng mắc bệnh nặng mà chết. Lúc Thái hậu bị bệnh, Vương hậu không đến thăm, đến lúc chết lại không chịu đến dự tang.
Giữa những năm Nguyên Sóc đời Hán Vũ Đế (128-123 TCN), việc làm của Bình vương và Vương hậu bị triều đình nhà Hấn phát giác. Vũ Đế hỏi việc này nên xử trí ra sao, quần thần kiến nghị phế Bình vương Lưu Tương làm dân thường. Vũ Đế bảo:
Lý Thái hậu vốn có việc làm dâm loạn, Lương vương lại không có sư phó dạy bảo, không nỡ làm.
Rồi chỉ cắt đi tám thành của Lương quốc, nhập vào triều đình, lại đuổi Nhâm vương hậu ra khỏi cung. Nước Lương từ hơn 40 thành thời Hiếu vương Lưu Vũ, đến đây chỉ còn có 10 thành.
Năm 97 TCN, Lương vương Lưu Tương chết, thụy là Bình vương, làm vương được 39 năm. Con là Lưu Vô Thương nối ngôi, tức là Trinh vương.